# Mangarajowie

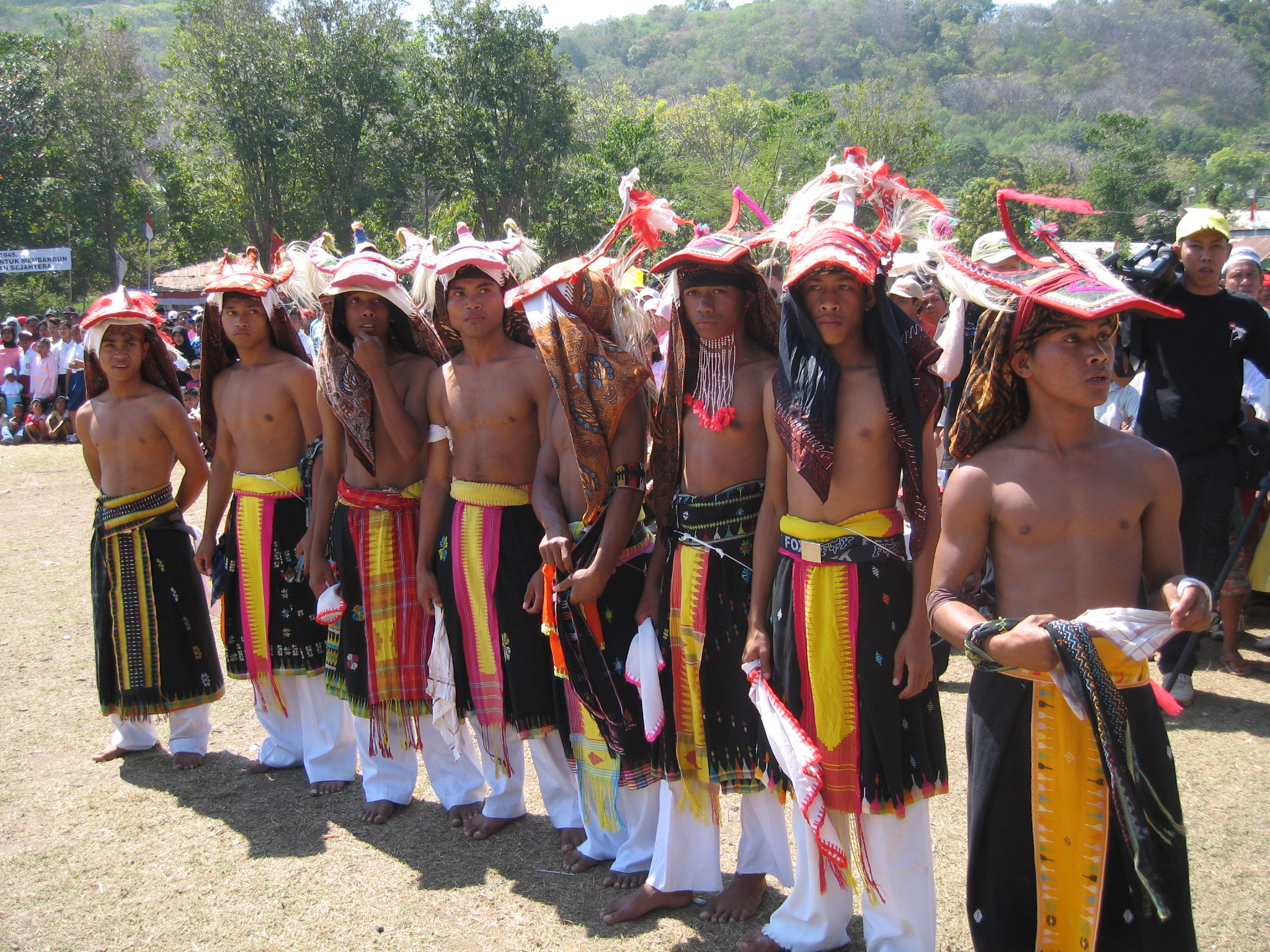
Tancerze caci z regionu Manggarai

Mangarajowie, Manggarai (Ata Manggarai) – grupa etniczna zamieszkująca zachodnią część wyspy Flores w Indonezji. Według danych z 2000 roku ich populacja wynosi 575 tys. osób, są najliczniejszym ludem wyspy. Należą do grupy ludów bima-sumbajskich.
Posługują się językiem manggarai z wielkiej rodziny austronezyjskiej, dość zróżnicowanym dialektalnie. Nie wykształcili własnego systemu pisma. W edukacji, administracji i sferze religijnej wykorzystywany jest język indonezyjski.
Tradycyjne wierzenia obejmują kult najwyższego stwórcy Mori Karaeng, kult przodków i wiarę w duchy. Współcześnie w przeważającej mierze wyznają katolicyzm, szerzony na większą skalę od 1917 roku. Dawniej wśród grup zachodnich dominował islam (m.in. ze względu na wpływ Sułtanatu Bima), natomiast ludność centralnej części wyspy utrzymywała tradycyjne wierzenia. Znaleźli się również pod wpływem polityczno-ekonomicznym Makasarczyków, a ich język długo pozostawał w kontakcie z językiem makasarskim. W rejonie nadbrzeżnym znane było niegdyś pismo lontara (bugijsko-makasarskie), aczkolwiek w ograniczonym zakresie. Na pocz. XX w. region przeszedł pod kontrolę Holendrów, którzy do użytku oficjalnego wprowadzili język malajski. Badaniem języka i kultury Manggarai zajmował się m.in. misjonarz J.A.J. Verheijen.
Są ludem o mieszanym pochodzeniu papuasko-azjatyckim (użytkownicy tubylczych języków papuaskich mieli się wymieszać z przybyłą później ludnością austronezyjską). Stanowią autochtoniczną ludność wyspy Flores. Historycznie wchodzili w interakcje z innymi grupami etnicznymi, zwłaszcza Makasarczykami. Wśród Mangarajów wiele osób uważa się za potomków migrantów z Celebesu bądź wręcz Sumatry (np. klan Todo miałby wywodzić się z Minangkabau).
Mają rozwinięty folklor muzyczny i taneczny. Do kultury Manggarai należą walki zwane caci, tradycyjny element uroczystości, a w nowszych czasach także atrakcja turystyczna. Praktykuje się również walki kogutów.
Ich rodzimy język ma dość duże znaczenie na poziomie regionalnym. Jest bowiem jednym z głównych języków wyspy Flores, a jego centralny dialekt (z miasta Ruteng) służy jako lokalna lingua franca do kontaktów między różnymi grupami etnicznymi. Nazwa „Manggarai“ odnosi się również do regionu wyspy Flores (podzielonego na trzy kabupateny), który jest zamieszkały także przez pomniejsze społeczności etniczne, posługujące się m.in. językami rongga i wae rana (włączanymi w ramy kultury „Manggarai”). Grupy te są zdecydowanie odrębne pod względem dorobku kulturowego.
Zajmują się ręcznym rolnictwem tropikalnym (zaobserwowano przejście z systemu żarowego na trójpolówkę; kukurydza, ryż, rośliny strączkowe, warzywa, tytoń, kawa) i hodowlą zwierząt (bawoły, konie, świnie, drób). Rozwinęli także rzemiosło (obróbka metali, rzeźbiarstwo, plecionkarstwo). Bawoły są w ich kulturze symbolem statusu społecznego. Żywność w dużej mierze pochodzenia roślinnego; dużą rolę odgrywają warzywa i kukurydza. Mięso i ryż spożywa się sporadycznie (podczas uroczystości). Znane jest wino palmowe – tuak.
Organizacja społeczna opiera się na patrylinearnym systemie pokrewieństwa.